# سه بیگانه
سه بیگانه فیلمی به کارگردانی مهدی مظلومی، نویسندگی مهدی مظلومی و امیر برادران و تهیه‌کنندگی مسعود ردایی و حبیب اسماعیلی ساخته سال ۱۳۹۳ است.
این فیلم از ۱۸ اسفند ۱۳۹۵ در سینماهای ایران اکران شده‌است.

## خلاصه داستان
این فیلم داستان سه مأمور خارجی است که برای انجام عملیاتی با یک نقشه دقیق و از پیش تعیین شده وارد ایران می‌شوند اما از لحظه ورود با موقعیت‌های ویژه‌ای روبرو می‌شوند که برنامه‌های شان را به هم می‌ریزد.

## بازیگران
| بازیگر           | نقش                 |
| ---------------- | ------------------- |
| امین حیایی       | موشه (اصغر)         |
| محمدرضا شریفی‌نیا | دیوید (داوود)       |
| مجید صالحی       | آدام (بهرام)        |
| برزو ارجمند      | جان ممد/مرد گنابادی |
| لیلا اوتادی      | سوسن خانم           |
| سحر قریشی        | عباس آقا            |
| حمید لولایی      | حاج آقا             |
| حسین محب‌اهری     | مرد همسایه          |
| رابعه اسکویی     | دختر تنومند         |
| خسرو احمدی       | دزد دستشویی         |
| کیانوش گرامی     | مرد تنومند          |
| علی کاظمی        | مرد همسایه          |
| شیوا خسرومهر     | زن همسایه           |
| حامد وکیلی       | مأمور اطلاعات       |
| مهرداد مزرعه     | زن مزاحم (فقط صدا)  |

## حواشی فیلم
این فیلم در حالی بر روی پرده به نمایش گذاشته می‌شود که نام کارگردان فیلم مهدی مظلومی، به علت همکاری وی با شبکه جم از روی پوسترهای تبلیغاتی حذف شده‌است.